# Криворізький театр драми та музичної комедії імені Тараса Шевченка
Криворі́зький міськи́й теа́тр дра́ми та музи́чної коме́дії ім. Т. Г. Шевче́нка — театр у місті Кривий Ріг, на Поштовому проспекті. Ставить вистави українською мовою.
Давні театральні традиції вже існували в Кривому Розі від початку XX сторіччя. У 1909 році на Криворіжжі працював театр «Колізей». 28 серпня 1930 року був створений Державний міжрайонний театр соціалістичного сектору, що обслуговував Кременчуцький та Криворізький округи з постійним перебуванням у місті Кременчук. У зв'язку з адміністративною реформою відбулася реорганізація театру. На початку 1931 року театр переведений в Кривий Ріг, де він отримує назву — «Кривбас». Урочисте відкриття театру відбулося 5 листопада 1931 року прем'єрою спектаклю «Справа честі» за п'єсою І. Микитенка. У 1949 році Криворізький театр отримав ім'я Тараса Григоровича Шевченка.
За 70 років творчої праці театр зіграв більш ніж 20 тис. спектаклів, на гастролях було дано більше 700 спектаклів, з них 150 для дітей.

## Історія
Сценічне мистецтво на Криворіжжі має давні традиції, коріння якого сягають кінця позаминулого століття. Тоді у Кривому Розі починають виникати перші народні непрофесійні театри. У 1895 р. зусиллями службовців Гданцівського чавуноливарного заводу було організовано аматорський постійнодіючий театр «Гігант». На його сцені демонструвались вистави за творами А. Міцкевича, Г. Запольського, В. Берента, які користувались чималою популярністю серед польського населення міста. Джерела свідчать, що перехід на професійний рівень відбувся 1907 р. В цей час з'являється перша документальна згадка про існування у місті професійного театру під керівництвом Волгіна.
Проте, спеціального приміщення для театральних вистав поки що не існувало. Херсонське періодичне видання «Юг» за вересень 1899 р. повідомляє про наміри дирекції гастролюючого цирку Марії Ефруа викупити земельну ділянку у Кривому Розі з метою зведення у подальшому театрального приміщення. Роботи планувалось провести у десятирічний термін. Наведені факти говорять про те, що перший будинок міського театру, імовірно, було збудовано і відкрито у 1909 р. Нова капітальна будівля розміщувалась по вулиці Поштовій і стала найвищим громадським будинком Кривого Рогу. Він міг прийняти до 600 відвідувачів. Театр отримав назву «Колізей». Це була одна з найкращих архітектурних споруд міста.
З приходом радянської влади театр «Колізей» у 1919 році було перейменовано у «Перший радянський театр», проте через рік повернулись до попередньої назви, а 1922 р. на його фасаді з'явився напис «Палац праці».
Внаслідок пожежі, через несправність димаря, в ніч з 6 на 7 листопада 1922 року будівля «Колізею» згоріла. Однак, економічні труднощі стали на заваді відбудовчим роботам. Численні проекти відновлення театру так і залишились на папері. Капітальний ремонт театральної будівлі потребував 58 тис. карбованців — чималу суму за тогочасними мірками. Незважаючи на всі перепони, театр відродився. У 1931 р. відповідно до рішення Народного комісаріату освіти УСРР, театральне приміщення було обране місцем постійного перебування Державного міжрайонного театру соціалістичного сектору.
Державний міжрайонний театр соціалістичного сектору створено 28 серпня 1930 року для обслуговування населення Лівобережжя України. У жовтні 1931 р. театр реорганізовано в театр державної драми «Кривбас» з базою перебування у Кривому Розі. Вже 5 листопада поточного року криворізькі глядачі побачили першу прем'єру. Творчий колектив представив шанувальникам сценічного мистецтва п'єсу І. Микитенка «Справа честі». Саме ця подія й вважається початком біографії Криворізького театру.
Початок 30-х років ознаменувався посиленням ідеологічного тиску з боку держави на всі сфери суспільного життя. Не стала винятком й театральна галузь. Відтепер творчі колективи не мали права виступати без спеціального дозвільного листа контролюючого органу влади. Репертуар визначався наперед та значно обмежився. Ті, хто не вписувався в жорсткі рамки встановленої схеми, були змушені зійти зі сцени. В результаті такої політики у 1934 році Криворізький театр було ліквідовано, а його керівника Г. Лаврика репресовано. З цього часу до початку Другої світової війни у приміщенні театру виступали різні колективи зі столиць та обласних центрів Радянського Союзу.
В березні 1934 р. в м. Дніпропетровськ було створено 9 колгоспно-робітничих театрів, один з яких, розгорнув свою діяльність у Кривому Розі на базі театру «Кривбас». Це був пересувний театр, в який увійшли кваліфіковані майстри української сцени і талановита молодь з робітничого театру «Комсомольський перфоратор». Наприкінці 1935 року «Кривбас» об'єднався з IV державним пересувним театром Дніпропетровська та отримав назву «Жовтневої революції».
У роки Другої світової війни театр ім. Жовтневої революції перебував в евакуації на території Красноярського краю.
Протягом окупаційного періоду в Кривому Розі в приміщенні театру «Кривбас» діяв Український драматичний театр ім. І. Котляревського. Він відкрив свої двері для відвідувачів 1 жовтня 1941 р. В урочистій обстановці котляревці продемонстрували свою першу прем'єру — «Тарас Бульба». Очолив театральну трупу С. Шумаков. За весь період свого існування театр дав 16 прем'єр. Основу репертуару склали класичні українські і російські твори.
Після звільнення міста у лютому 1944 р. колектив українського музично-драматичного театру ім. Жовтневої революції повертається на Батьківщину. Зважаючи на те, що споруда театру «Кривбас» була зруйнована, актори тимчасово влаштувалися в клубі «Харчовик», де 14 липня дали першу повоєнну виставу. До 1949 року театр продовжував свою творчу діяльність, а згодом його трупа була переведена в місто Дніпропетровськ. Йому на зміну направили для постійної роботи в Кривому Розі колектив Дніпродзержинського театру російської драми.

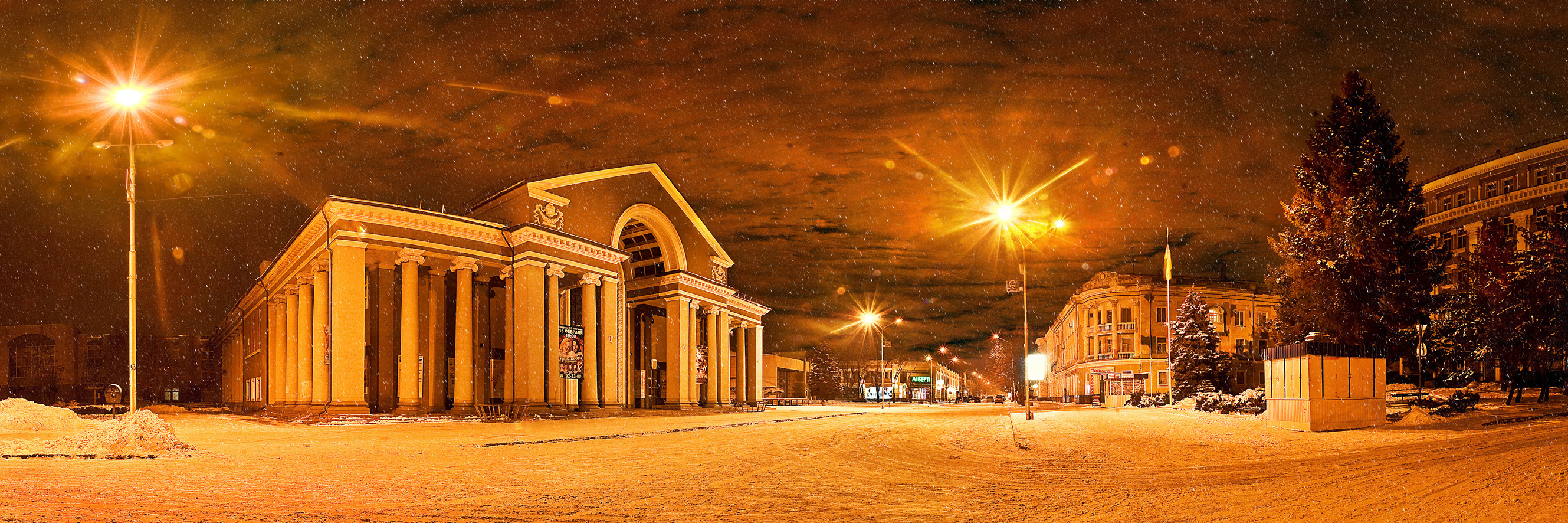
Споруда театру і площа перед нею

В 1949 — травні 1951 року за проектом архітектора Дніпропетровської обласної архітектурно-проектної контори «Дніпропроект» Володимира Зуєва на місці зруйнованого в роки війни театру було зведено нову будівлю, яка збереглась до сьогодні. З цього року він стає російським драматичним театром ім. Т. Шевченка. У 1966 його перейменовано в російський музично-драматичним театр ім. Т. Шевченка, а 1981 заклад стає театром драми та музичної комедії ім. Т. Шевченка. Реорганізація відкрила нові горизонти перед криворізьким театром: репертуар наповнився музичними комедіями, з'явився балет, оркестр, хор. Глядачі мали змогу ознайомитись з творчістю й криворізьких драматургів, зокрема з роботами Шевадзуцького: «Криворізькі архімеди», «Прощальна вечеря», «Поки б'ється серце».
У 2006 році в приміщенні закладу відкрито театральний музей. Наказом Міністерства культури України від 11.04.2012 № 345 творчому колективу Криворізького міського театру драми та музичної комедії імені Тараса Шевченка надано академічний статус.
За період з 1931 по 2017 рік (більше 80 років творчої праці) театр зіграв більше 20 тисяч спектаклів, на гастролях було дано більше 700 вистав, з них 150 для дітей.

Арт-Майдан біля театру

Відповідно до розпорядження голови Дніпропетровської державної адміністрації від 12.04.1996 р. № 158-р Театр драми та комедії є пам'яткою архітектури місцевого значення міста Кривого Рогу з охоронним номером 136.

## Споруда
Двоповерхова будівля виконана в стилі «сталінська неокласика», цегляна, тинькована, з портиком іонійського ордера, фасади пофарбовані у сталево-сірий колір. Споруда прикрашена 28 колонами круглого перерізу з капітелями іонічного ордеру: головний фасад — по 5 з кожного боку від центрального входу, зліва та справа — по 9, а також 6 колонами прямокутного перерізу з капітелями тосканського ордеру: головний фасад — по 3 з кожного боку від центрального входу. У приміщенні театру діє один великий зал для глядачів, який розрахований на 644 місця.